# José Arana Cruz
José Arana Cruz (* 6. September 1902 in Lima; † unbekannt), auch bekannt unter seinem Spitznamen Patuto, war ein peruanischer Fußballspieler und späterer -trainer. Der Mittelfeldspieler trainierte die Nationalmannschaften von Kolumbien und Peru.

## Karriere

### Verein
José Arana spielte bei verschiedenen Klubs in seinem Heimatland Peru sowie bei Everton in Chile. Größter Erfolg als Spieler war der Gewinn der peruanischen Meisterschaft mit Atlético Chalaco 1930. 1936 kehrte Arana nochmal als Spielertrainer zu Everton zurück, bei dem er ein Team mit zehn Peruanern aufbaute. Der Verein konnte im Folgejahr die Gehälter für mehrere Monate nicht bezahlen und meldete Insolvenz an.

### Trainer
Noch während seiner Karriere fing Arana als Spieltrainer bei Everton an. Er trainierte zudem Klubs in Peru, gewann mit den Sport Boys 1942 und mit Atlético Chalaco 1947 jeweils die peruanische Meisterschaft. Zudem war er Nationaltrainer von Kolumbien, mit denen er die Goldmedaille bei den Zentralamerika- und Karibikspielen 1946 gewann, und von Peru beim Campeonato Sudamericano 1947.

## Erfolge

### Spieler
Atlético Chalaco
- Peruanischer Meister: 1930

### Trainer
Sport Boys
- Peruanischer Meister: 1942

Atlético Chalaco
- Peruanischer Meister: 1947

Kolumbien
- Goldmedaille bei den Zentralamerika- und Karibikspielen: 1946